# Neus Munté i Fernández
Neus Munté i Fernández (Barcelona, 13 de novembre de 1970) és una política catalana, exconsellera de la Presidència de la Generalitat de Catalunya, exportaveu del Govern i presidenta del Partit Demòcrata Europeu Català, després de la dimissió d'Artur Mas.
Advocada de professió, ha exercit en l'àmbit sindical a UGT de Catalunya, on va ocupar altres càrrecs. És diputada al Parlament de Catalunya per Junts pel Sí des del 27 de setembre de 2015, i també ho va ser entre 2002 i 2003 i entre 2010 i 2013 per Convergència i Unió. En la X legislatura, durant el govern d'Artur Mas, va ser també consellera de Benestar Social i Família (2012-2016) i vicepresidenta del Govern de Catalunya i portaveu del Govern (2015-2016). El mes de juliol del 2017, dos mesos abans del referèndum sobre la independència de Catalunya, va abandonar el seu càrrec al govern de la Generalitat.

## Biografia
Nascuda a Barcelona el 1970, és llicenciada en Dret per la Universitat de Barcelona i màster en Dret Públic i Organització Administrativa per la Universitat Pompeu Fabra. En l'àmbit familiar, és casada i té dues filles bessones.

### Trajectòria professional
Professionalment ha treballat com a advocada a la UGT de Catalunya, sindicat del qual continua sent afiliada. A la UGT va ser membre de la Comissió Executiva Nacional de la Federació de Serveis Públics entre 1996 i 1999. Després d'un breu salt a la política durant dos anys va tornar al sindicat durant l'etapa dels governs tripartits, al qual va ocupar el càrrec de Secretària d'Ocupació i Educació i també Secretària de Política Institucional entre 2004 i 2010, moment en què Artur Mas va decidir incloure-la a les candidatures a les eleccions del parlament. Durant la seva feina al capdavant de la secretaria es va mostrar molt sensible a la problemàtica de l'atur i va treballar per millorar la situació de l'atur juvenil i el d'altres col·lectius.

### Trajectòria política
En l'àmbit de la política, va entrar a Convergència Democràtica de Catalunya l'any 1996. El perfil de Munté és socialdemòcrata i sobiranista, fins i tot durant l'etapa de Jordi Pujol, quan aquest corrent no era el majoritari. Sorgida de la Joventut Nacionalista de Catalunya, en va ser secretària general adjunta entre el 1998 i el 2000. Dintre de la seva trajectòria institucional, va ser cap de gabinet de Carme Laura Gil, del Departament d'Ensenyament de la Generalitat de Catalunya, entre el 1999 i el 2002 i va ser diputada al Parlament de Catalunya els anys 2002 i 2003. I fins aleshores va ser portaveu d'Ensenyament i d'Universitats de CiU a la cambra, cosa que va provocar una freda relació amb la consellera Irene Rigau, i presidenta de la Comissió d'Igualtat de les Persones. Des del darrer congrés del partit, celebrat el 2012, és secretària executiva de l'àmbit sectorial de CDC.

#### Als Governs d'Artur Mas

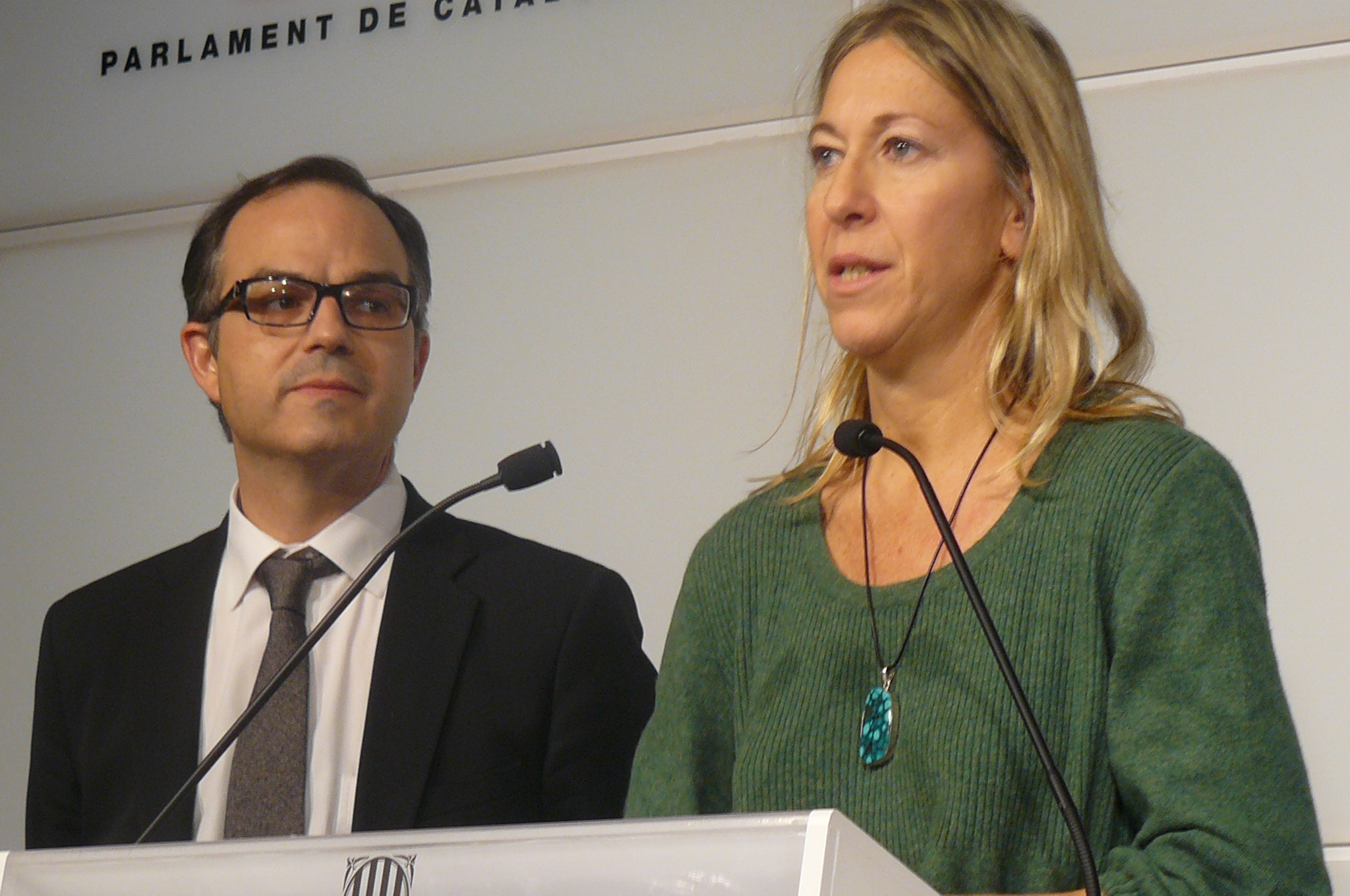
Neus Munté a la sala de premsa del Parlament l'any 2012.

A les eleccions del 25 de novembre de 2012 es va presentar en el número 11 de les llistes de Barcelona de Convergència i Unió i va ser escollida diputada del Parlament. Amb els canvis succeïts en l'executiu d'Artur Mas va assumir la Conselleria de Benestar Social i Família en substitució de Josep Lluís Cleries. El canvi va ser d'última hora per poder quadrar la paritat de sexe i els equilibres entre CDC i Unió a l'executiu. Amb poc coneixement de l'àrea assignada, malgrat estar al capdavant d'un departament complicat i molt sensible en un moment de crisi econòmica, Munté es va mantenir en segon pla, amb un perfil reservat allunyant-se de polèmiques polítiques; va mostrar sensibilitat social i capacitat de gestió, si bé va rebre crítiques a causa de les limitacions pressupostàries la seva experiència i els contactes sindicals van ajudar a superar els conflictes i tensions socials de la legislatura. D'altra banda, es va apostar pel discurs del president Mas d'atribuir la culpa de la manca de recursos al govern central, per exemple amb la llei de la dependència, i la unió entre els conceptes progrés social i progrés nacional.
Per tal d'ocupar-se totalment a la tasca de consellera i que altres persones del partit es dediquessin totalment a fer de diputats, a petició de CDC, el 2013 va renunciar voluntàriament a la seva acta de diputada. Va ser substituïda al Parlament per Maria Senserrich.
Sense deixar d'ocupar-se de la Conselleria de Benestar Social i Família, el 22 de juny de 2015, amb la remodelació del Govern feta pel president Artur Mas per la sortida dels consellers d'Unió Democràtica de Catalunya, va assumir les funcions de la vicepresidència en substitució de Joana Ortega, i de portaveu del Govern ocupant el lloc de Francesc Homs, que amb la remodelació va deixar el càrrec per centrar-se en la campanya de les eleccions generals al Congrés dels Diputats. Mas va explicar que escollia Munté com a nova vicepresidenta per «situar la justícia social en el frontispici de la màxima prioritat de Catalunya» i donar a entendre que les polítiques socials eren la seva màxima prioritat. En aquest sentit, la mateixa consellera es va marcar com a objectiu «seguir lluitant per la justícia social i la plenitud nacional».

#### Participació en Junts pel Sí
El 2015 es va presentar a les eleccions al Parlament de Catalunya amb la candidatura independentista Junts pel Sí com a número dos de Convergència Democràtica de Catalunya i va revalidar el seu escó.
El seu nom, juntament amb altres com el de Raül Romeva, va ser valorat per la CUP com una de les opcions per ser la candidata de consens per ocupar la Presidència de la Generalitat, a causa de la seva negativa a investir Artur Mas com a president, ja que Munté, dins de CDC, va ser vista com una persona de perfil socialdemòcrata, no vinculada ni esquitxada per cap cas de corrupció. Aquesta opció també va ser ben vista pel grup sobiranista Súmate per desencallar les negociacions d'investidura. No obstant això, Munté va rebutjar totes aquestes ofertes i possibilitats i va afirmar categòricament que el seu candidat a la presidència, i el de Junts pel Sí, era Artur Mas.
Després de la investidura com a president de la Generalitat de Carles Puigdemont, a qui va valorar com el millor candidat possible per liderar l'executiu català, el 13 de gener de 2016 va ser nomenada consellera de la Presidència i portaveu del Govern i des d'aquesta posició, encarregada de tutelar els departaments de Benestar Social, Ensenyament i Salut. El 14 de gener va prendre possessió dels càrrecs i va ser rellevada de les anteriors responsabilitats.
Va deixar el govern el juliol de 2017 en la remodelació feta abans de convocar el referèndum de l'1 d'octubre per discrepàncies en la manera d'abordar la votació.

#### Vicepresidència del Partit Demòcrata
Després de la refundació de Convergència en el Partit Demòcrata, Neus Munté va formar part d'una candidatura compartida amb Artur Mas per tal d'assolir la presidència col·legiada de la formació política. La llista va aconseguir el 95,07% de vots a favor dels associats que van votar en l'elecció, ja que va ser l'única que es va presentar pel càrrec, motiu pel qual la va ser escollida com la primera vicepresidenta de la història del Partit Demòcrata. Com que els estatuts del partit no li permetien més de dos càrrecs interns i orgànics, va mantenir el de consellera però va renunciar a l'acta de diputada el 16 de gener del 2017. El gener del 2018, després de la dimissió d'Artur Mas com a president del partit, es va anunciar que Munté prendria el relleu en el càrrec. El juny del mateix any va deixar la presidència del partit per preparar la candidatura per a les eleccions municipals de Barcelona de 2019.
El 2023 forma part de la llista de Xavier Trias a les eleccions municipals de Barcelona.